# Suka Banjar (Kota Agung Timur)
Suka Banjar is een bestuurslaag in het regentschap Tanggamus van de provincie Lampung, Indonesië. Suka Banjar telt 1726 inwoners (volkstelling 2010).